# 横浜博覧会
横浜博覧会（よこはまはくらんかい、英称：YOKOHAMA EXOTIC SHOWCASE '89、略称：YES'89）は、1989年（平成元年）に神奈川県横浜市の横浜みなとみらい21地区で、横浜市制100周年・横浜港開港130周年を記念して開催された博覧会。1980年代後半（バブル景気期）の地方博ブームにおける都市博覧会の代表例。「横浜博」とも呼ばれる。

## 概要
1989年（平成元年）3月25日から10月1日の191日間にわたり開催。横浜みなとみらい21地区の「お披露目」となった。会場面積は69ヘクタール。埋立地の大規模再開発地区で街びらきとともに地方博覧会を開催するという手法は、1981年（昭和56年）にポートアイランドで開催された神戸ポートアイランド博覧会（ポートピア'81）に倣ったものである。
マスコットキャラクターの「ブルアちゃん」は手塚治虫がデザインした。手塚は開幕を見届けることなくこの年の2月9日に没しており、最晩年の作品の一つとなった。「ブルアちゃん」のキャラクター商品の売上は20億円以上に達した。
また、イメージソングとして本多俊之 RADIO CLUBの『ヨコハマドラゴンサンバ』が作られ、博覧会の事前告知CMではこの曲のインストゥルメンタルバージョンが使われるなどした。
さらに、開催期間中は地元の放送局であるテレビ神奈川（TVK→tvk）や横浜エフエム放送（FM横浜→ハマラジ→FMヨコハマ）で関連番組や関連企画、会場からの生中継などが連日行われた。
- テーマ - 「宇宙と子供たち」（21世紀への展望）
- サブテーマ - 「新しいライフスタイル」「子供の世界」

### 来場者数
来場者数は1,333万7150人。
自家用車でのアクセスはパークアンドライド方式が採用され、会場内に駐車場はなく、各駐車場と会場を結ぶシャトルバスが運行された。大黒町駐車場（3300台）、新本牧駐車場（2700台）、新横浜駐車場（1500台）の3箇所と、予備の末広町駐車場（3300台）が設置された。横浜駅周辺や、横浜港の大動脈でもある国道133号（本町通り・コンテナ街道）の交通渋滞が懸念されたため、広告やテレビCMなどでは「マイカーで会場へは入れません」と告知され、公共交通機関の利用が勧められていた。
自家用車での来場を控えるよう呼びかけられていたこともあり、8月の台風により客足が伸び悩んだ。
会期末の9月に入ってから動員目標の1,250万人に届かせるため、無料招待券を配布するなどして「数合わせ」をしたことで知られる。「パビリオン感謝デー」の名目で出店業者に計15万枚の無料招待券を配布し、65歳以上の高齢者に対し無料招待期間を設けるといった対策を行ったこともあり、9月の1か月間だけで総入場数（動員数）の3分の1が集中することとなった。

## 交通・会場内の乗り物

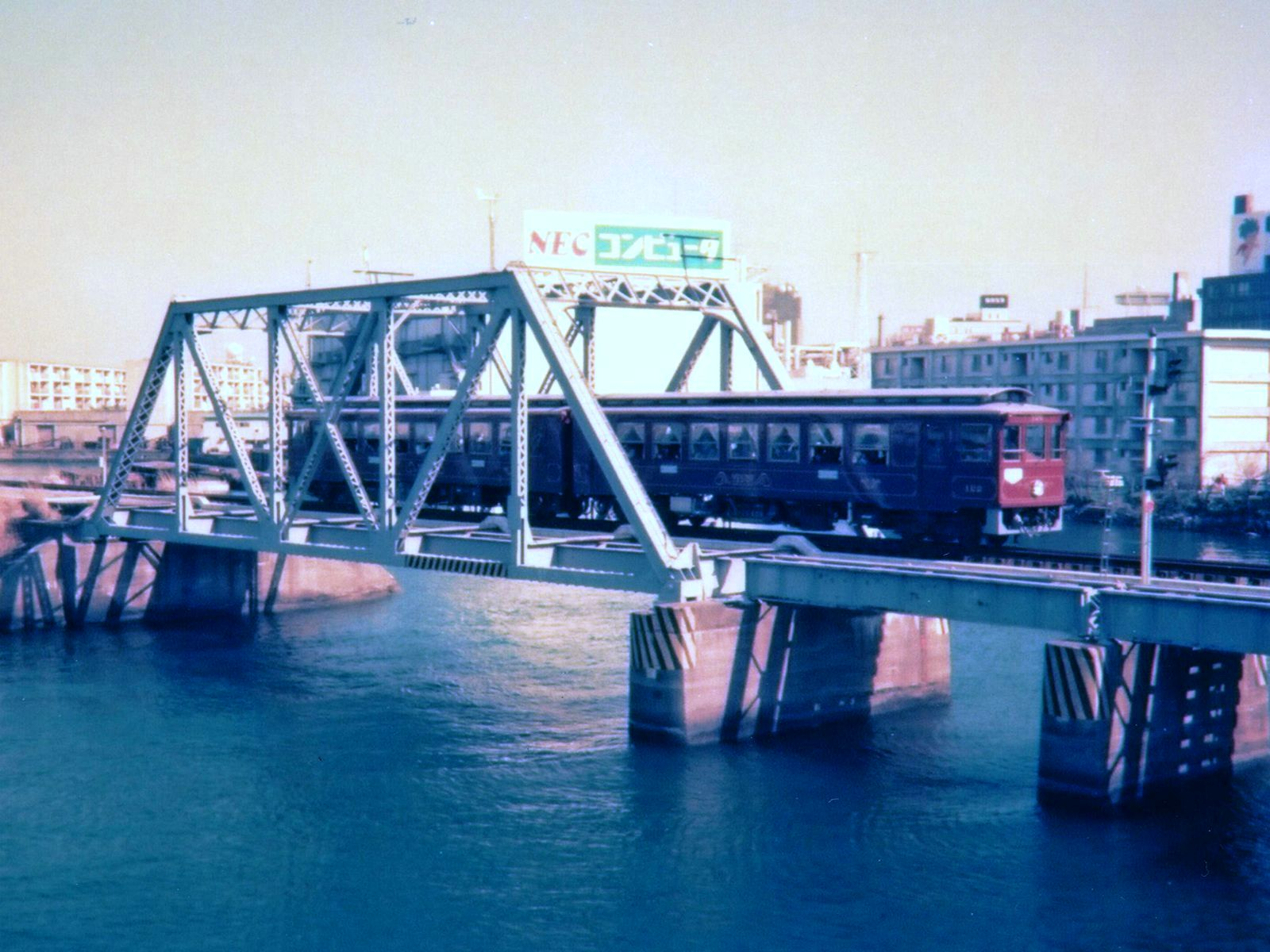
横浜臨港線を走ったレトロ調気動車（浜風号）

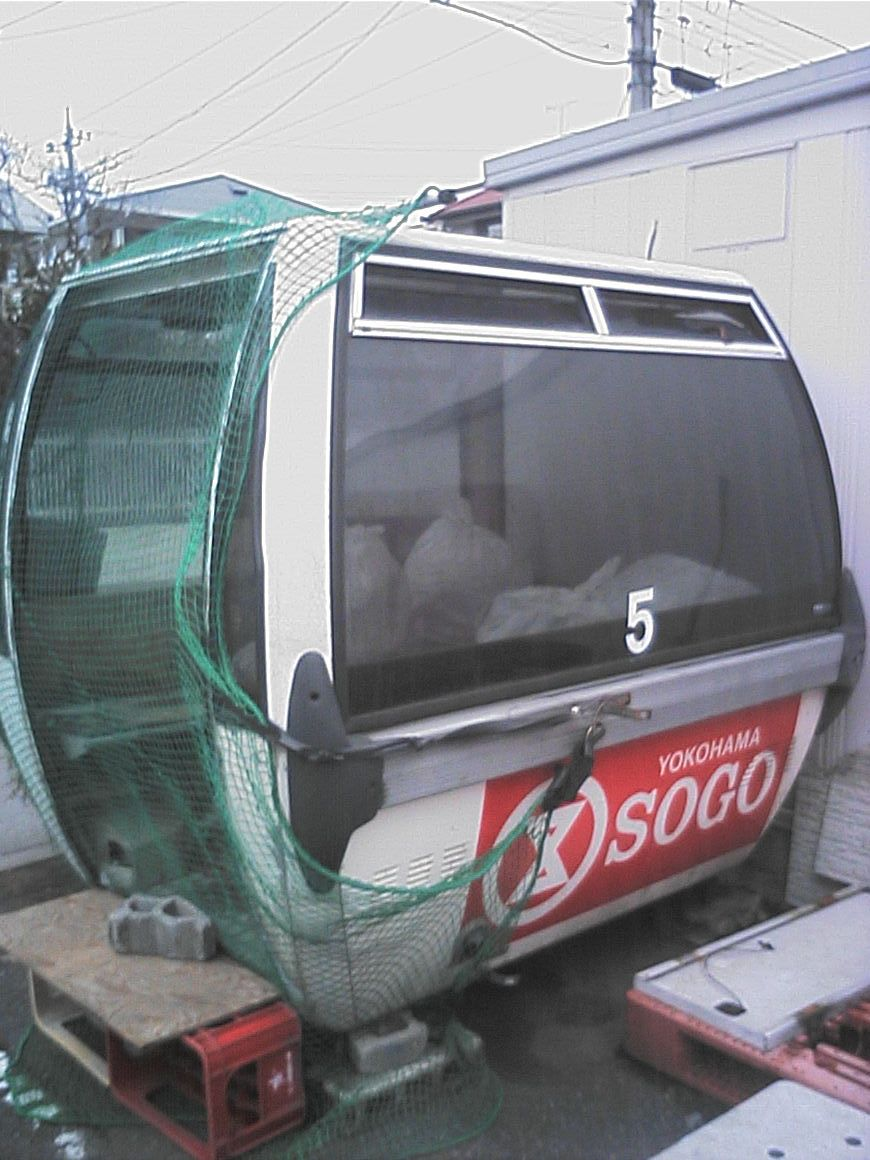
横浜博覧会で使用されたゴンドラ（2009年3月、神奈川県座間市にて撮影）

### 桜木町ゲート
みなとみらい地区25街区 横浜ランドマークタワーの場所にあった。
- 東日本旅客鉄道（JR東日本）根岸線・東京急行電鉄東横線・横浜市営地下鉄桜木町駅（東横線の駅は2004年廃止）から動く歩道（閉会後、横浜ランドマークタワー用に転用）で約3分。
- 貨物線高島線の支線山下臨港線を改修し、横浜博覧会協会が鉄道事業者として横浜博覧会臨港線を開業[5]。山下公園駅から桜木町ゲート近くの日本丸駅までレトロ調の気動車を運行していた。

### 高島町ゲート
みなとみらい地区43街区 神奈川大学みなとみらいキャンパス・PRYME GALLERY みなとみらいと、46街区の南側 横浜ブルーアベニュー・横浜野村ビルの場所にあった。
- 東急東横線・横浜市営地下鉄高島町駅（東横線の駅は2004年廃止）から徒歩5分。
- 横浜駅東口より徒歩10分。

### 海のゲート
みなとみらい地区19街区 臨港パークの潮入りの池をまたぐ橋の両端から、沖に向かって桟橋が設置されていた。またヘリポートは、臨港パーク駐車場の場所にあった。
- 横浜駅東口よりシーバスで約7分[6]。
- 山下公園東口よりシーバスで約10分[6]。
- 東京日の出桟橋・船橋市ららぽーと前桟橋より東京ブルーラインクルーズで約90分[6]。
- 大黒町駐車場より遊覧船「あかいくつ号」で約15分。
- ヘリコプター
  - 成田国際空港～羽田空港～みなとみらいヘリポート - 運行：シティエアリース　使用機種：ベル 412[6]
  - 横浜市内遊覧飛行 - 運行：横浜エアーサービス[注 2][6]

### ゴンドラゲート
みなとみらい地区39街区 M.M.TOWERS、40街区 M.M. TOWERS FORESISの場所にあった。
- 横浜新都市ビル（横浜そごう）2階のペデストリアンデッキの「風の広場」からコスモワールド・子供共和国の北側のゴンドラゲートまで、ゴンドラリフトで運行。所要時間2分30秒、距離768m、方式 単線自動循環式普通索道、搬器40台、運行 横浜博スカイウェイ[注 3][6]。
- 横浜駅西口よりシャトルバスで約15分（首都高速神奈川2号三ツ沢線横浜駅西口出入口から、首都高速神奈川1号横羽線に仮設された緑町ランプ[注 4]まで首都高速道路経由）。
- 大黒町駐車場よりシャトルバスで約20分。

### 会場内
横浜博線（愛称：YES'89線）
- 当時、日本航空が主体となり開発していたHSST方式による磁気浮上式鉄道（リニアモーターカー）として日本初の営業運転を行った（スポンサーは三越）[6]。
- 営業キロ515m、速度43km/h（最高性能200km/h）、所要時間2分30秒、車体重量38t/2両（定員78人/両、最大127人/両）、利用者1,258,000人[6]。
- 美術館駅（みなとみらい地区34街区 MARK IS みなとみらい）からシーサイドパーク駅（19街区臨港パーク内の「ふれあいショップみなと」付近）を結ぶ経路で運行されていた[6]。
- 常電導吸引式磁気浮上リニアモーターカーを採用。1988年4月、第一種鉄道事業免許取得。会期中のみの期間限定運行であり、鉄道事業法の期間限定営業免許に基づく浮上式の鉄道路線であった。
- この技術は後年開業した愛知高速交通東部丘陵線（リニモ）に活かされた。

横浜SK（愛称：動くベンチ）
- 会場内交通機関として、動くベンチ「横浜SK」が運行されていた[6]。
- 桜木町ゲート駅（ドックヤードガーデン付近）からフェスティバル広場駅（パシフィコ横浜正面入口付近）まで運行[6]。
- 距離651m、速度15km/h、所要時間3分、車種SK100、重量1.05t（定員5人）、定員14人、25両（予備1両）、利用者1,391,000人[6]。
- 東京急行電鉄・京浜急行電鉄・相模鉄道・日揮の共同出資で設立。1988年2月、第一種鉄道事業免許取得。会期中のみの期間限定運行であり、鉄道事業法の期間限定営業免許に基づく鋼索鉄道路線であった[7][8]。

サークルバス・双方向バス
- いすゞ自動車により会場内のバスが運行された。いずれも特別な車両を使用したもので、総事業費は約6億円[9]。
  - ジャンボクルーザー「サークルバス」- 4台、定員40人[6]会場内を循環する（距離：1周1.5km）[6]。後部に展望台付き[9]。
  - 双方向バス - 1台、定員29人[6]。会場内を往復する（距離400m、区間：ゴンドラゲート～海のゲート）[6]。路面電車のように前後に運転席が付いている[9]。

カプセルカー
- 電動三輪車「カプセルカー」の貸出が行われた[6]。
  - 100台、定員1人、距離200m、速度3km/h、利用者492,904人[6]。
  - 区間：日本丸通り（現・さくら通り）桜木町ゲート - シーサイドパーク[6]

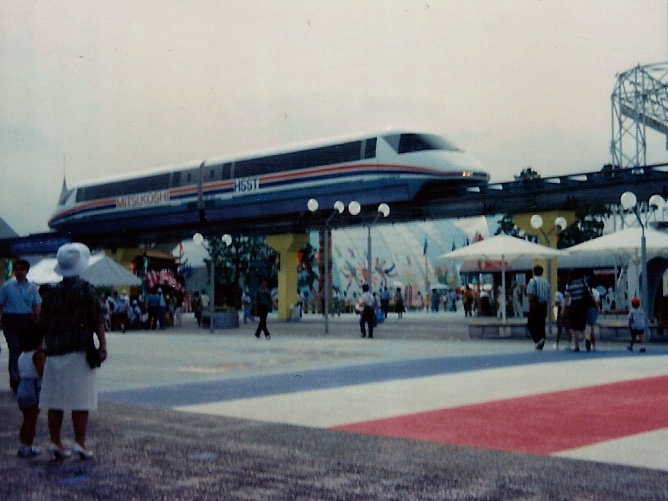
横浜博覧会で営業運転を行ったHSST
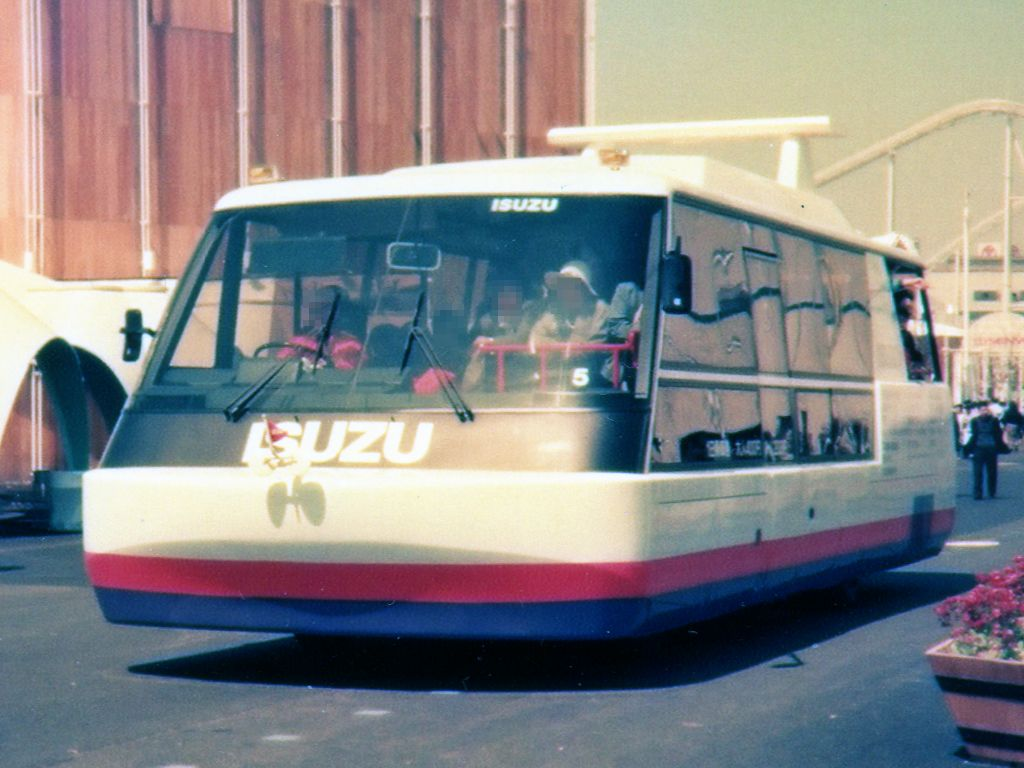
ジャンボクルーザー
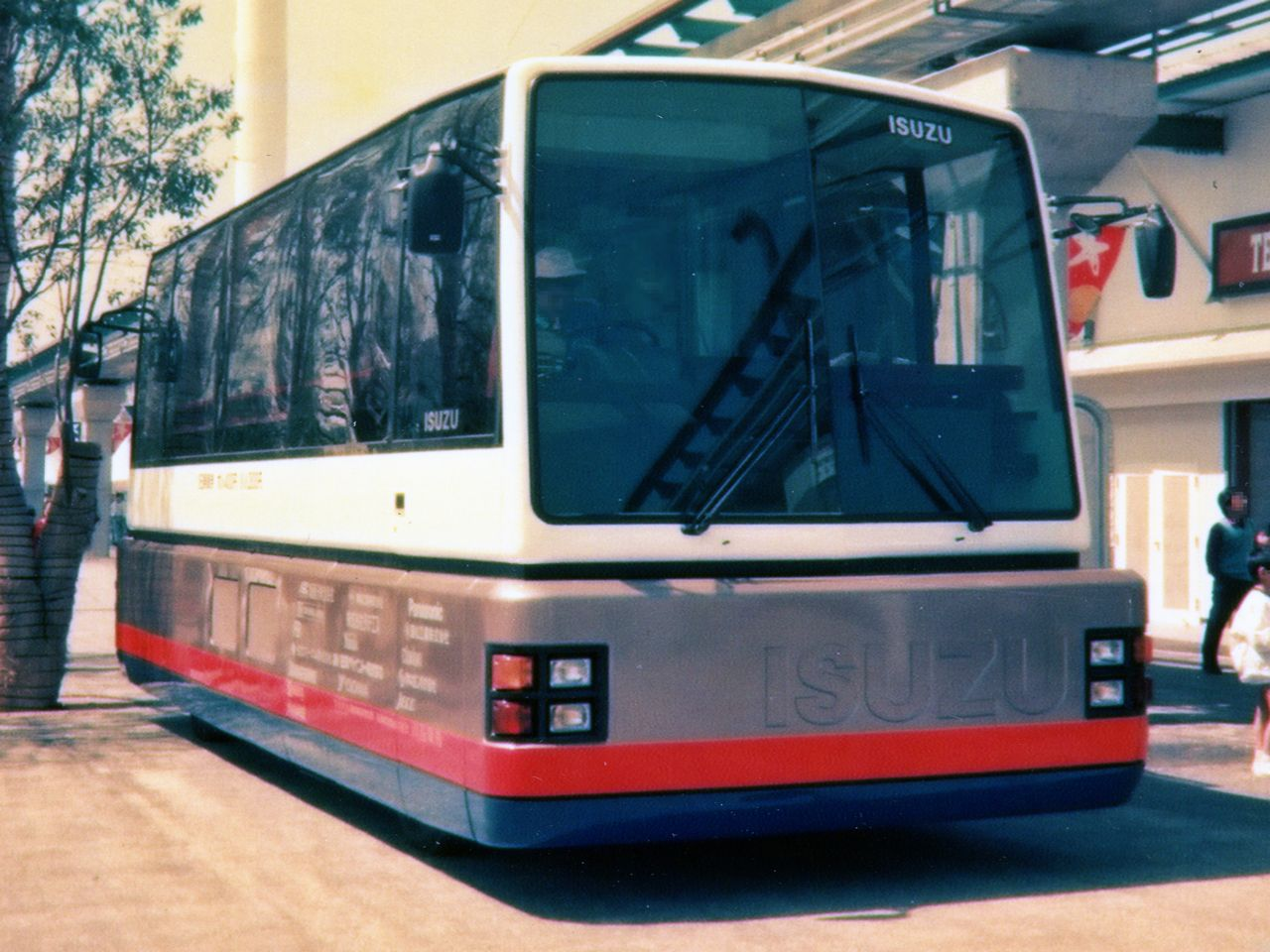
双方向バス

### シャトルバス
横浜市内の乗合バス事業者によって、会場と鉄道駅や駐車場を結ぶシャトルバスが運行された。

#### 横浜駅シャトルバス

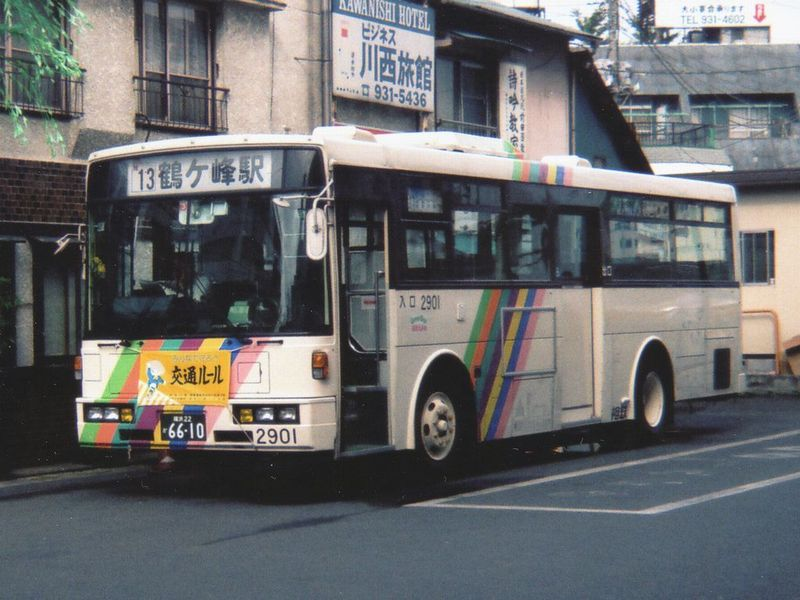
相模鉄道のGreenBox
元・横浜博覧会シャトルバス塗装

神奈川県バス協会が事業主体となり、横浜駅西口（乗車場：横浜駅西口第1アイランド、下車場：三越前） - 高島町ゲート - ゴンドラゲートを結ぶシャトルバスを運行した。
- 車両10台、実車距離5.2km、運行間隔5分（春時間：70便、夏時間：90便）、所要時間15分[10]。
- 運行ルート：横浜駅西口 - 横浜駅西口ランプ（首都高速神奈川2号三ツ沢線）- 金港ジャンクション（首都高速神奈川1号横羽線 - 緑町ランプ（現在のみなとみらい出入口付近）- 栄本町線 - 高島町ゲート - ゴンドラゲート[10]
- 運賃：大人170円・小人80円[10]

シャトルバスの利用者は約516,000人で、帰路の利用者が多く、往路の2.7倍に達していた。
運行事業者は以下のとおり。
- 横浜市営バス[9]
- 相模鉄道（現：相鉄バス）
  - 西横浜営業所：1902号車・1903号車、P-MP218M（新呉羽車体）[9]
  - 旭営業所：2901号車・2902号車、P-LV314L（富士重工7E車体）[9]
- 京浜急行電鉄（現：京浜急行バス）
  - 追浜営業所杉田車庫：A7905号車、P-U33L（富士重工7E車体）[9] → のち横浜営業所：Y7905号車[11]
- 神奈川中央交通 - 舞岡営業所が担当[9]
- 江ノ島電鉄（現：江ノ電バス）- 横浜営業所が担当[9]
- 東京急行電鉄（現：東急バス） - 新羽営業所が担当[9]

各社ともに、一般乗合旅客自動車運送臨時経営免許（暫定路線免許）を取得して、横浜駅西口 - ゴンドラゲートの区間を運行した。
相鉄と京急では、横浜博覧会のために新車を購入し、博覧会のコンパニオンの制服に似せた共通の専用塗装（白色基調）を施した。シャトルバス専用車両は、相鉄では博覧会終了後も塗装を変更せず、博覧会ロゴとキャラクターのみ消した上で、統一広告車両「GreenBox」として廃車まで使用していた。京急の専用車両は博覧会終了後に一般塗装に塗り替えられた。
横浜市営バスは、青色基調の塗装（デザインは粟津潔）を採用し、既存車両を塗り替えて使用した。いずれも「YES'89」のロゴと虹色のストライプ、「ブルアちゃん」が描かれていた。横浜市営では多客時の増発便として一般塗装車も投入した。

#### ゲート連絡バス
横浜博覧会協会により、ゲート間連絡バスが運行された。
- 桜木町駅バスターミナル - ゴンドラゲート - 海のゲート入口[6][9]
- 1台、定員80人、所要時間10分、運賃無料、利用者54,583人[6]。

横浜市営バス本牧営業所が担当。シャトルバス専用塗装車が使用された。

#### 駐車場連絡バス
会場内には駐車場がなくパークアンドライド方式を採ったため、駐車場連絡バスが運行された。貸切扱いで、駐車場利用者のみ無料で乗車できた。
- 新本牧駐車場 - 横浜博覧会臨港線山下公園駅 - 桜木町駅[9]
- 大黒町駐車場 - ゴンドラゲート[9]
- 新横浜駐車場 - 新横浜駅[9]

横浜市営バスが運行を担当。通常の路線バス車両が使用された。

#### その他 (横浜市営)
- 横浜市営バスでは、博覧会開催に合わせて「都心循環線」を運行開始[9]、博覧会終了後も「Yループ」として運行された（2002年運行終了）。
- また2階建バスによる市内遊覧バス「ブルーライン」も、博覧会開催を機に桜木町駅発着に経路変更された[9]。
- 5月14日・15日には西ドイツのクルーズ客船「オイローパ」が横浜港へ入港したことから[9]、大さん橋 - ゴンドラゲート - 横浜駅東口を結ぶ「EUROPA FREE SHUTTLE BUS」が2日間限定で運行され、同年4月に新製配置された貸切車（9-3002、P-RU637BB）が使用された[9]。

### その他の乗り物
- 夢空間'89 - 博覧会会場近くの桜木町駅で展示されていた鉄道車両。食堂車は博覧会期間中も営業していた。
- クイーン・エリザベス2号 - 開催期間中にホテルシップとして使用された。

### 鉄道会社とのコラボレーション
- JR東日本
  - 横浜博サロン号 -  車両はサロンエクスプレス東京を使用。新宿駅 - 桜木町駅を運行した[12]。
  - ホリデーヨコハマ号 - 博覧会会期中に小山駅 - 横浜駅を運行した[12]。のちにホリデー快速鎌倉として発展。
- 東京急行電鉄 - 開催に合わせ、夏のスタンプラリーの題材に博覧会を取り上げた。
  - 当時は東急東横線桜木町駅があり、博覧会会場への主要交通アクセス手段の一つであった。そのためこの年の東京急行電鉄の夏のスタンプラリーでは横浜博覧会をテーマに、各駅のスタンプは博覧会のパビリオンや会場内の交通機関、将来のみなとみらい21地区のランドマーク、文明開化で横浜が発祥となった事物などを取り上げた。また東横線桜木町駅構内では、博覧会の開催期間中に彫刻等を展示していた。
- 京浜急行電鉄 - 開催に合わせ、横浜博覧会特別塗装仕様の2000形車両（2041編成）を運行した。

## 主なパビリオン

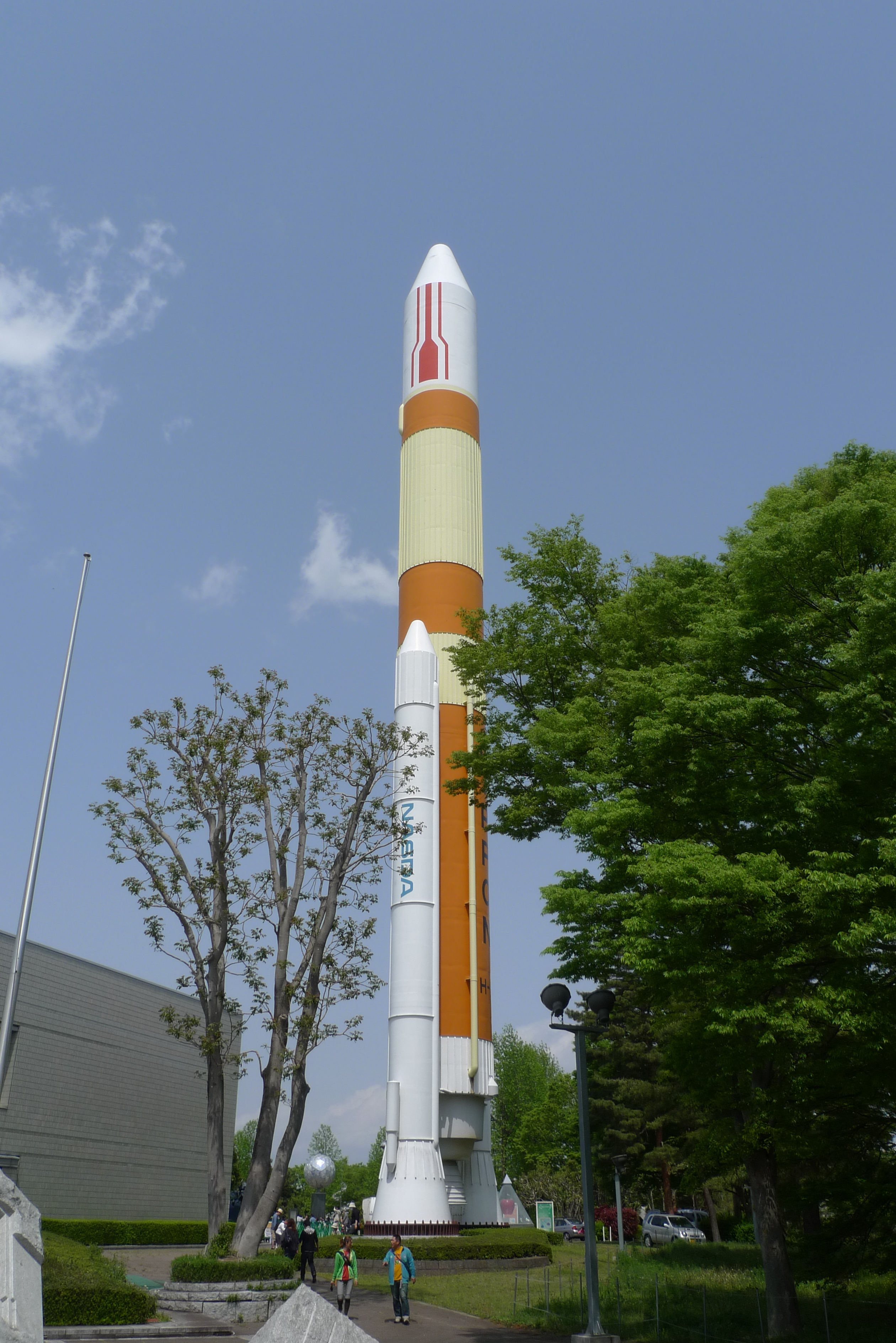
つくばエキスポセンターに移設された、YES'89宇宙館のH-IIロケット模型

YES'89宇宙館 （横浜博覧会協会）
宇宙飛行士訓練体験、羽仁進監督が宇宙開発の歩みを描いた映像作品「はやく!地球の子どもたち」、宇宙開発の技術や宇宙の科学を学べる展示コーナー。展示物の一部は、閉幕後に横浜こども科学館に移されている。屋外展示の実物大のH-IIロケットは、つくばエキスポセンターに移設されている。
日石地球館 （日本石油・日本石油精製）
IMAXシアターで、恐竜をテーマにした映像作品「地球だけの物語」を上映。
IBM人間館 （日本アイ・ビー・エム）
双方向劇場「THINKシアター」。
コカコーラいん石館 （富士コカ・コーラボトリング）
メキシコで発見された、重量約15tの隕石「チュパデロス」を展示。
コスモワールド・子供共和国（泉陽興業）
遊戯施設。当時は世界最大であった大観覧車「コスモクロック21」など。
横浜館 （横浜市）
横浜の過去・現在・未来を描いた映像「ワンダーシップ号の冒険」、横浜市街の模型展示「ヨコハマ・ガリバーランド」。閉幕後もしばらく残されていたが、1999年（平成11年）に閉館し、跡地はパシフィコ横浜の展示ホールとなっている。
かながわ愛ランド （神奈川県）
山田太一監督による映像作品「小さな世界から」。
かながわプラザ （神奈川県内31自治体）
県内の自治体がそれぞれのブースを出典。
海のパビリオン （運輸省関東運輸局・第二港湾建設局・第三管区海上保安本部）
六角形の洋上プロムナードで、帆船や海洋機器の展示、イルカショーなどが行われた。
建設パビリオンTANO-CITY （建設省関東地方建設局他）
インフラストラクチャーをテーマにした立体アニメーション「風の演出」。
NEC C&Cパビリオン （日本電気）
宇宙旅行シミュレーションシアター「スペーストライアル2009」。
NTT館「未来へのはこぶね」 （日本電信電話）
天井のドームスクリーンと床面の円形ミラーを組み合わせた映像システム「ドームミラービジョン」。
MMCコーヒー「地球体験館」 （三本コーヒー）
熱帯雨林や南極、砂漠などの疑似体験ができた。パビリオンの展示施設については閉幕後に北海道穂別町（現：むかわ町）が譲り受け、1992年（平成4年）より「むかわ町穂別地球体験館」として2018年（平成30年）まで営業された。
おもちゃ館 （浅草玩具、SEGA他）
時速310kmのレーシングゲーム体験、世界各国の風景を再現したレゴブロック展示など。
コープふれあい館 （コープかながわ）
地元横浜出身の美空ひばりなど各界の著名人が出演する、「お母さん」をテーマにした映画。
三和みどり館「夢座」 （三和みどり会）
主人公である妖精アリス・アンに導かれ、宇宙帆船アルゴス号で“みどりの星”を探すスペースファンタジー映像。
JT館「スーパーマジックビジョン」 （日本たばこ産業）
少年とロボットの不思議な冒険物語、ミュージカル「虹の国の少年」。
住友館 （住友グループ）
コンピュータ制御の人形たちによる舞台「ヒミコ」。建物の上部にカモメのオブジェが乗っており、閉幕後はケーエムシーコーポレーションが運営するKMCマリーナのメンテナンス工場の屋上に移設されたが、2023年に施設改修のため解体廃棄された。
東京ガス館 （東京ガス）
炎色反応を応用した「ガスマックスシアター」で、炎の妖精たちによるミュージカル。手塚治虫プロデュース。手塚の葬儀の際に展示されたイラストパネルを、パビリオンの外周で展示。
日産・芙蓉館「ビッグシャトル」 （日産自動車・芙蓉グループ）
アメリカを舞台に、乗り物をテーマに描いた大型立体映像「RUN FOR THE SUN」。
ハートピア・ファコム館 （第一勧業銀行・富士通）
IMAXシアターで、映像叙事詩「地球の詩 －めぐる四季」を上映。
日立グループ館 （日立グループ）
→「日立グループ館#1989年の地方博覧会」を参照。
松下館 （松下グループ）
映像と生の舞台を組み合わせたショー「光と闇の伝説」。
ミート・ミート館 （神奈川県食肉事業協同組合連合会）
舞台の登場人物と映像を組み合わせた立体パフォーマンス「マジカルサーカス」。
三井・東芝ガリバー館 （三井グループ・東芝グループ）
ガリバー旅行記をテーマにした立体映像。
三菱未来館 （三菱グループ）
「想像力」と「創造力」をテーマにした立体映像「IMAGINATION」。
アナグリフ式（赤青の立体メガネ）による立体映画で、見せ場では射手座の神ケイローンが映画視聴者に向けて放った矢が立体映像で眼前に迫る一幕もあった。
三菱主催による博覧会の立体映像は1970年大阪万博でも「三菱未来館」の名で公開していた。
UCCクレイトンハウス （UCC上島珈琲）
ジャマイカに現存する、旧英国総督別邸「クレイトンハウス」を再現。クレイトンバンドによるステージが行われた。
横浜そごう館「クピドンの冒険」 （横浜そごう）
ライブミュージカル「クピドン・時の冒険旅行」。
横浜髙島屋館「不思議ドーム」 （横浜髙島屋）
宇宙貨物船「ノストラダムス号」での宇宙体験の旅を描いた立体映像。
Wa!TEPCO （東京電力）
太陽光を受けて宇宙を走る「光ヨット」のレースを描いた立体映像。

## イベント放送局 イエス・エフエム
イベント放送局として「イエス・エフエム」（愛称 Herb Radio）が開設された。コールサインJOFZ-FM、周波数76.3MHz、出力10W。免許人は横浜博博覧会協会、運営はぱどが行い、現在のパシフィコ横浜の展示ホールがある場所に設置されていたベイエリアスタジオから放送。番組制作は、イベント制作も行う地元のアマチュアグループに委託。アナウンサー・DJは、地域情報誌「ぱど」で横浜市民から公募した。会期中の1989年3月25日から10月1日まで191日間、9:00～21:30に放送。受信範囲を、会場内とその周辺に設定していたため、15分ごとに混雑状況・催事・迷子・交通情報・天気予報などの会場内情報を伝える番組を編成。また選曲も、会場のデザインコンセプトの一つであるサウンドスケープに準じ、耳障りに感じず聞き流せることを主眼に置いて行った。

## 記念商品

### 記念切手
横浜博覧会開催を記念した切手が開幕前日の1989年（平成元年）3月24日に発行された。切手図案には横浜美術館と、歌川芳虎による浮世絵「少女」が描かれている。
額面は当時の定型郵便基本料金料金である60円だったが、直後の4月1日に消費税が導入され郵便料金が62円になったため、同一の意匠で額面を62円に変更したものが同年4月18日に発行されている。発行枚数は、前者は2500万枚と当時の記念切手の発行枚数とほぼ同じであったが、後者は500万枚となり発行枚数が5分の1であった。

### 宝くじ
会期の全期間中に横浜市を発売主体として、スクラッチ形式のイベントくじ「横浜博覧会記念ラッキー3」が会場内で販売された。宝くじの表面には、博覧会のマスコット「ブルアちゃん」が描かれている。

## 終了後
- 博覧会の際に設置された大観覧車「コスモクロック21」は、周辺にて高層ビル（クイーンズスクエア横浜）の開発が決まったため、1997年（平成9年）に一度営業を終了して解体、1999年（平成11年）に現在の場所に移築して再稼動している。
- 貨物線は博覧会の閉幕とともに廃線となったが、後に遊歩道の「汽車道」「山下臨港線プロムナード」として整備された。閉幕後もしばらくの間は線路の軌道跡が桜木町駅付近から赤レンガ倉庫まで残っていたが、新港地区（ワールドポーターズから赤レンガ倉庫付近を含む一帯）の再開発時に、現在の汽車道と赤レンガ倉庫付近を除いて撤去された。
- 横浜そごうからゴンドラゲートまでを結んでいたゴンドラリフトは、博覧会閉幕とともに廃止・撤去され、撤去されたゴンドラのキャビンは記念として希望者に抽選で贈られた（運搬費は当選者負担）[16]。なお「コスモクロック21」を設置した泉陽興業は、2021年（令和3年）4月にロープウェイ「YOKOHAMA AIR CABIN」を開業している。
- 桜木町ゲートがあった場所には横浜ランドマークタワーが建てられた。桜木町駅とゲートを結んでいた「動く歩道」は、横浜ランドマークタワーへの通路として現存する。
- 博覧会開幕に合わせて開館した横浜美術館と横浜マリタイムミュージアム（現・横浜みなと博物館）は、恒久施設として閉幕後も展示が行われている。博覧会期間中の両館への入場には、博覧会入場料の他に別途整理料が必要であった。

## その他
のちに「風船おじさん」と呼ばれた鈴木嘉和は、博覧会の会場内に飲食店を出店していたが、売上不振だったことから運営に抗議し、博覧会マスコット「ブルアちゃん」の着ぐるみを着用して会場アーケードの支柱に登り、立て籠もる事件を起こした。